# 201 Penelope
201 Penelope este un asteroid din centura principală, descoperit pe 7 august 1879, de Johann Palisa.